# Daniela Cristea
Daniela Cristea (ur. 21 stycznia 1985 w Lupeni) – rumuńska wioślarka.

## Osiągnięcia
- Mistrzostwa Świata Juniorów – Troki 2002 – ósemka – 1. miejsce[1].
- Mistrzostwa Świata Juniorów – Ateny 2003 – ósemka – 1. miejsce[1].
- Mistrzostwa Świata U-23 – Glasgow 2007 – czwórka podwójna – 6. miejsce[1].
- Mistrzostwa Europy – Poznań 2007 – dwójka podwójna – 8. miejsce[1].